# 萨克森公国
薩克森公國起初是中世紀前期晚期薩克森人部落的定居地，公元772年查理曼透過薩克森戰爭征服了這片地區，並於公元804年正式併入卡洛林帝國（東法蘭克王國）。隨著843年凡爾登條約的簽訂，薩克森成為了東法蘭克王國下五個德意志地區部落公國之一；公元919年，薩克森公爵捕鳥者亨利更獲選為德意志國王。
公元1180年，隨著韋爾夫家族的薩克森公爵獅子亨利被廢黜，薩克森公爵的頭銜改落到了阿斯坎尼家族身上，同時許多領地從原薩克森公國分裂出來，例如公元1218年建立的安哈爾特親王國，以及公元1235年起屬韋爾夫家族的不倫瑞克-呂訥堡公國。公元1296年，薩克森公國的剩餘領地被分裂為薩克森-勞恩堡和薩克森-维滕贝格兩個公國，後者更於1356年金璽詔書中獲提升為薩克森選侯。

## 地理

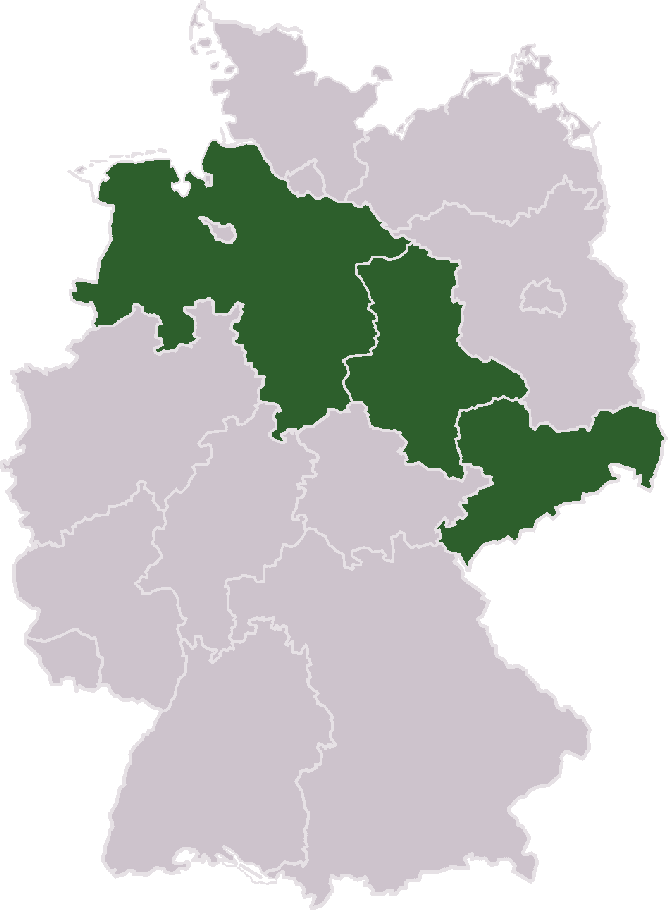
德國現屬薩克森地區的州分
西北﹕下薩克森州
中央﹕薩克森-安哈爾特州
東南﹕薩克森自由州

薩克森部落公國的核心區域涵蓋了當今德國北部的大部分地區，包括現代德國的幾個州（Länder），包括東面至易北河和薩勒河的下薩克森（不包括東弗里西亞）和薩克森-安哈爾特，城邦不來梅和漢堡、北萊茵-威斯特法倫的威斯特法倫地區一部，以及石勒蘇益格-荷爾斯泰因的荷爾斯泰因地區。12世紀末，公爵獅子亨利也佔領了鄰近的梅克倫堡地區（前比隆邊疆區）。在當時來說，公國大部位於易北河和薩勒河左岸的地域，從西向東分別稱為威斯特法倫（Westfalia）、安格利亞（Angaria）和奥斯特法伦（Ostfalia）地區。公國北部剩餘位於易北河右岸的地域則稱為諾達爾賓格（Nordalbingia）地區。
薩克森人是當時部落文化晚期中最強大的族群之一，從地緣政治角度來看，他們最終得以令他們部落的名字在這片土地上世代流傳，例如後世的老薩克森（Altsachsen）、上薩克森、薩克森選侯國、普魯士薩克森省（位於今薩克森-安哈爾特）和薩克森王國等等，而後者正對應現今德國的薩克森自由州，儘管現今薩克森自由州的領土從未屬於中世紀薩克森公國的一部分（見右側地圖）。

## 歷史

### 古舊的部落公國時期
根據十世紀編年史作者科維的維杜金德所編的《薩克森人事跡》，薩克森人來自於不列顛，是受法蘭克王國墨洛溫王朝統治者的號召，來到鄰近易北-威悉三角洲的北海沿岸地區定居，支援法蘭克人對圖林根王國的征服。這與後世一般認為英格蘭人（盎格魯-撒克遜人）的傳說起源完全相反。後世一般認為，薩克森人部落是在領袖亨格斯和霍薩兩兄弟的率領下，從原居地北海沿岸地區渡海入侵後羅馬時代的不列顛尼亞。
另一部編年史法蘭克王家年代記提到，公元743年法蘭克人由卡洛林宮相卡洛曼率領，發動了一場針對薩克森人的戰役，隨後一年卡洛曼再與他的兄弟矮子丕平一起進行了第二次遠征。公元747年，他們叛變的兄弟格瑞佛與薩克森部落結盟，短暫征服了巴伐利亞部落公國。公元750年起，已成為法蘭克國王的丕平再次入侵薩克森，直到公元758年為止，丕平已征服了幾個位於威斯特法倫的薩克森人部落。
公元772年，丕平的兒子查理曼開始了對薩克森土地的最後征服。儘管戰事節節順利，但他亦必須同時處理薩克森領土上威斯特法倫、奥斯特法伦、安格利亞和諾達爾賓格各個部落之間的分裂問題，查理曼要求逐一與每個地區的部落締結具體的和平協議，但這個企圖很快就被其餘部族打破了。薩克森人摧毀了位於埃雷斯堡的法蘭克人據點；公元777年他們的領袖維杜金德拒絕前往帕德博恩的法蘭克王廷，並選擇到諾達爾賓格地區退隱，隨後維杜金德再次復出領導了幾次針對法蘭克人佔領者的起義，公元782年查理曼在費爾登大屠殺中處決大批薩克森人進行報復。公元785年，維杜金德最終被迫臣服於法蘭克人，並接受了洗禮，成為法蘭克人統治下的一位薩克森貴族。而薩克森人的起義一直持續到公元804年，最終結果整個部落公國都被併入到卡洛林帝國的版圖。
此後，薩克森由加洛林王朝委派的官員統治。公元811年查理·馬特的孫兒，查理曼大帝的表弟科爾比的瓦拉（卒於公元836年）與丹麥國王海明簽訂了海利根條約，替帝國沿著艾德河訂定了其北部邊界。在那個時期，被委任為薩克森公爵的大多數法蘭克貴族都已擁有薩克森人的血統，例如瓦拉的繼任者伯納德伯爵，他是聖人黑茨費爾德的伊達的丈夫，更是查理曼大帝的近親。

### 年輕的部落公國時期

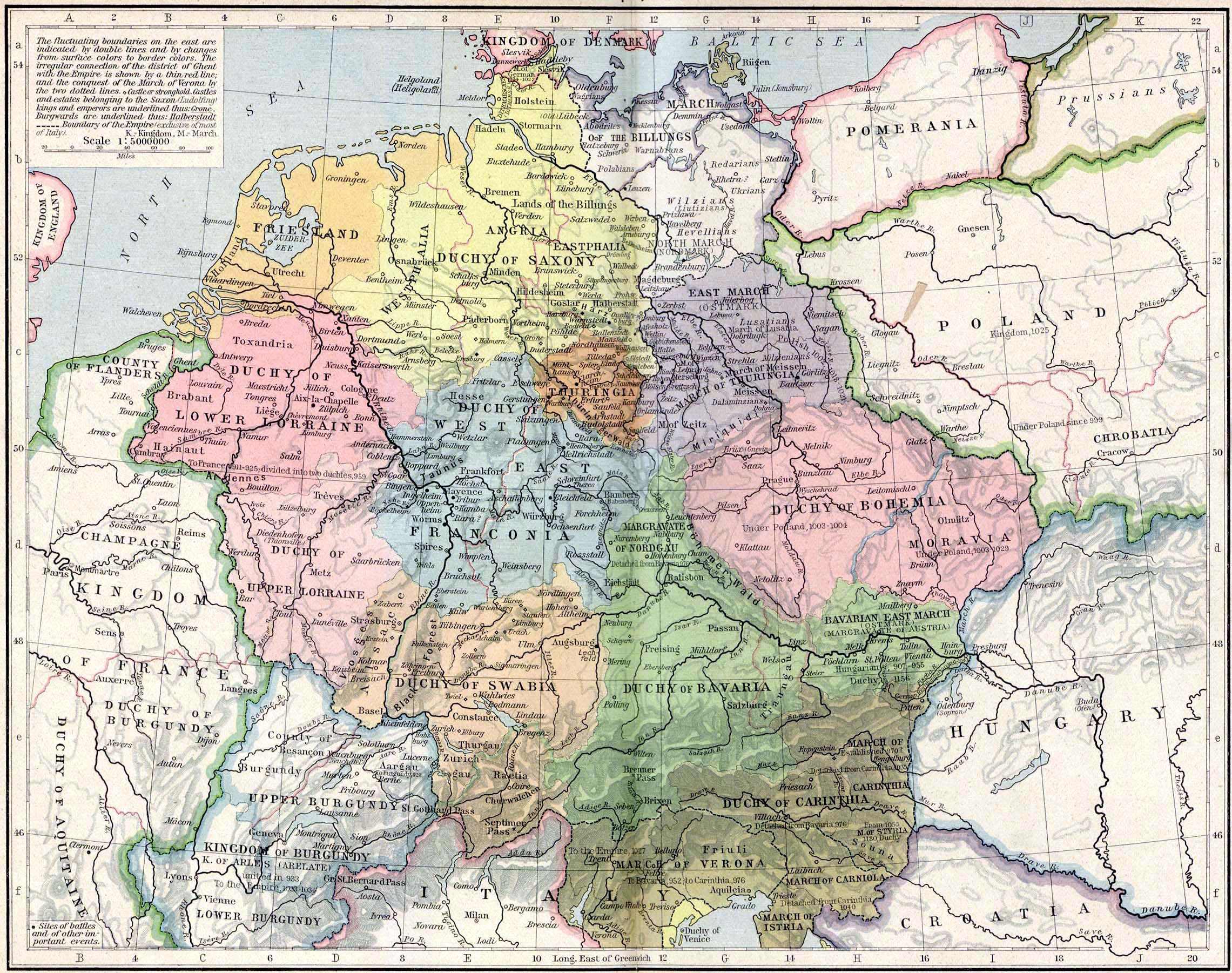
公元919–1125年德意志王國內的部落公國:

黑茨費爾德的伊達有可能是薩克森公國伯爵魯道夫（卒於公元866年）的先祖。約公元830年魯道夫與比隆的奧達結婚，統治著奥斯特法伦萊訥河沿岸的大片領土。公元852年，魯道夫與希爾德斯海姆主教阿爾特弗里德共同建立了甘德斯海姆修道院。魯道夫亦成為日後以公爵、國王及皇帝身份統治薩克森的奧托王朝的奠基人。然而他的出身，尤其與前薩克森公爵維杜金德的關係，至今尚未有明確定論。
被法蘭克人征服僅過去幾十年，薩克森人很快就重新崛起成為東法蘭克王國的主要部落之一；然而，尚未能確定奧托家族是否在九世紀時就已經擁有公爵的頭銜。下任統治薩克森的是魯道夫的長子布魯諾，是日後統治不倫瑞克伯國的奧托王朝支系，布魯諾尼德王朝的始祖。公元880年，維京人在戈弗里德的率領下入侵日耳曼地區，布魯諾在對抗維京人的戰役中戰死。布魯諾死後薩克森由其弟弟傑出的奧托（卒於公元912年）所繼承。奧托在黑斯費爾德修道院所收藏的當代史料中被稱為「Dux」（拉丁語，意為「領導者」），但此名號似乎未受到法蘭克統治者所承認。但無論如何，奧托已經強大到能令國王胖子查理的「軍隊領袖」（princeps militiae），同樣強大的公爵法蘭克尼亞的亨利將女兒，巴本堡家族的海德薇格下嫁於他。後來海德薇格的所有哥哥都在與宿敵康拉丁家族的家族衝突中被殺，因此奧托得以繼承岳父強大的勢力，在他其治下開始發展一個統一的薩克森公國。
公元911年，東法蘭克加洛林王朝隨著國王童子路易的去世而滅亡，此後薩克森、士瓦本和巴伐利亞公爵在福希海姆選出康拉丁家族的法蘭克尼亞公爵康拉德成為新國王。一年後，奧托的兒子捕鳥者亨利繼承了父親的爵位，成為薩克森公爵。根據中世紀編年史家科維的維杜金德的記載，國王康拉德指定了亨利成為國王的繼承人，拒絕了他自己的兄弟弗蘭肯的埃貝哈德繼承國王之位。公元919年，薩克森公爵亨利於弗里茨拉爾被薩克森和法蘭克尼亞貴族共同選為東法蘭克國王。薩克森軍隊約在公元928/929年於佔領了東方大片波拉比安斯拉夫人所定居的領土，但匈牙利亦對此地虎視眈眈。亨利成為國王後，他得以將士瓦本、巴伐利亞和洛塔林吉亞公國納入王國版圖加強實力，這對於他應對匈牙利軍隊對這片新佔領土的持續攻擊至關重要。亨利任內發生了三件重要事件，第一，亨利發動了針對王國東面斯拉夫人據點勃蘭登堡和邁森的戰事；第二，在東方新開拓的區域建立薩克森管理的邊疆區；以及第三，在軍事打擊波希米亞後接受其公爵瓦茨拉夫的求和，這三件事件都標誌著日耳曼民族向東方擴張的開始（東向移民運動）。

### 比隆家族
- 公元936年: 亨利在曼勒班（英语：Memleben）去世後，他的兒子奥托一世繼承了他的王位。根據維杜金德的說法，他在亞琛大教堂加冕為國王，其他德意志公爵包括洛塔林吉亞的吉斯勒貝爾、弗蘭肯的埃貝哈德、巴伐利亞的阿努爾夫和士瓦本的赫爾曼都向他表達敬意。他任命赫爾曼·比隆（Hermann Billung）為比隆邊疆區中的「軍隊領袖」或「邊疆伯爵」，並下令其越過易北河征服斯拉夫人盧蒂奇族（英语：Lutici）部落。
- 公元961年：奧托一世前往義大利，臨行前委任他的副官赫爾曼·比隆藩侯成為薩克森的行政長官。在赫爾曼去世之前，他雖沒確實名分但卻是實際上的薩克森公爵。
- 公元973年：奥托一世在在曼勒班（英语：Memleben）去世後不久，赫爾曼·比隆亦在奎德林堡去世。奧托二世成為新皇帝，並正式任命赫爾曼的兒子比隆伯恩哈德一世為比隆家族的第一位薩克森公爵。
- 公元983年：赫德比（英语：Hedeby）的丹麥人起義。諾達爾賓格地區亦發生斯拉夫人起義。
- 公元1011年：公爵伯恩哈德一世逝世。他的兒子伯恩哈德二世繼任公爵。
- 公元1042年：伯恩哈德二世的兒子奧多爾夫比隆迎娶丹麥與挪威國王馬格努斯一世的姐姐沃芙希爾德（英语：Wulfhild of Norway）。丹人與薩克森人透過聯姻以聯手對抗文德人。
- 公元1059年：奧多爾夫比隆在其父死後繼任公爵。
- 公元1072年：馬格努斯繼任公爵。
- 公元1106年：馬格努斯死後無嗣，比隆家族終結。比隆家族的領地有一部分歸于韋爾夫家族，一部分成為阿斯坎尼家族諸邦國。敘普林根堡的洛泰爾成為新的薩克森公爵。
- 公元1112年：皇帝亨利五世改封巴倫施泰特的奧托為薩克森公爵。
- 公元1115年：敘普林根堡的洛泰爾在威爾福索斯戰役（英语：Battle of Welfesholz）擊敗皇帝亨利五世。
- 公元1125年：敘普林根堡的洛泰爾被選為德意志國王並加冕為皇帝，是為洛泰爾二世。
- 公元1137年：洛泰爾二世逝世。自公元1126年起擔任巴伐利亞公爵，屬韋爾夫家族的驕傲的亨利十世被洛泰爾二世指定成為薩克森公爵的繼承人（洛泰爾二世死後無嗣）。可是，由於他從未實際參與薩克森公國的行政，而且一旦兼領薩克森將會令亨利十世變得過於強大，所以亨利十世的一眾對手都不承認亨利十世對薩克森爵位的宣稱。
- 公元1138年：亨利十世在與霍亨斯陶芬的康拉德爭奪德意志國王的選舉中落敗。儘管康拉德拒絕承認，亨利十世仍然繼續聲稱擁有巴伐利亞與薩克森的公爵爵位，並拒絕效忠宣誓國王，結果最終被康拉德剝奪所有爵位。薩克森公國最後被封予阿斯坎尼家族的大熊阿爾布雷希特。
- 公元1139年：由於與洛泰爾二世唯一的女兒敘普林根堡的格特魯德的婚姻，亨利十世仍然在薩克森公國內擁有大量領地。亨利十世在薩克森激烈抵抗阿爾布雷希特，多次阻止其嘗試進入薩克森地區繼任公爵，最終成功驅逐阿爾布雷希特出薩克森。當亨利十世打算乘勝追擊，準備進攻巴伐利亞之際卻突然逝世。
- 公元1141年：大熊阿爾布雷希特放棄薩克森公國及其爵位（同時亦包括巴伐利亞公國），薩克森公國被授予亨利十世的兒子獅子亨利。

### 獅子亨利

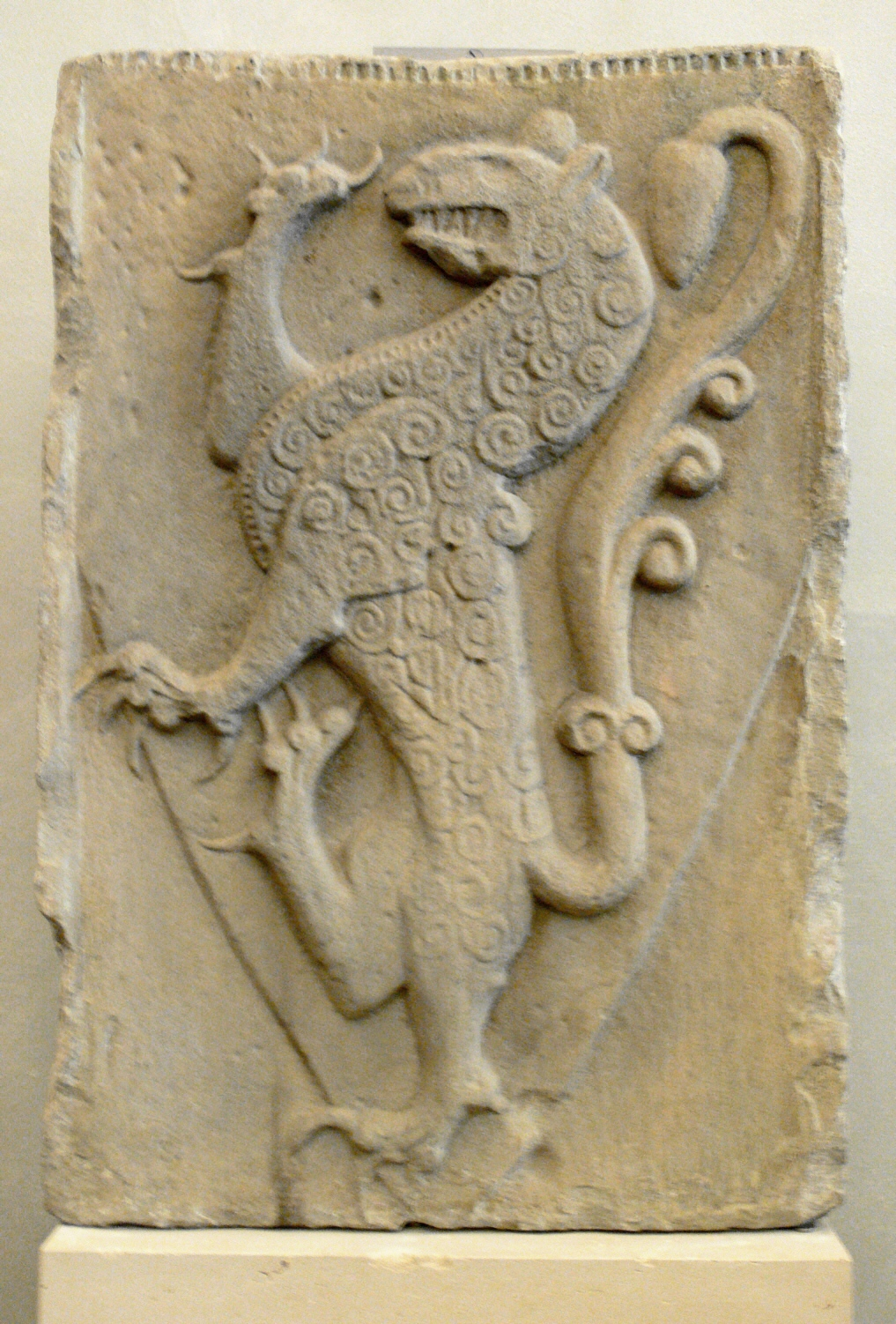
韋爾夫家族紋章

公元1142年，德意志國王康拉德三世將公爵頭銜授予韋爾夫家族後裔獅子亨利（稱公爵亨利三世）。獅子亨利逐漸將他的統治擴展到德意志地區東北部，並領導十字軍征伐東方的文德人異教徒。在他的統治期間，亨利大力支持城邦的發展，例如不倫瑞克、呂訥堡和呂貝克等，這項政策促進了韋爾夫家族最終將家族從德意志南部的發源地搬遷到德意志北部地區。
公元1152年，亨利支持其侄兒士瓦本的腓特烈三世競逐德意志國王（以及成為皇帝腓特烈一世巴巴羅薩），以換取腓特烈答應將巴伐利亞公國給予亨利。亨利至此統治從阿爾卑斯山到北海與波羅的海，佔整個德意志三分之二的領土，成為中歐其中一個最強大的統治者，亦是一眾德意志諸侯甚至皇帝巴巴羅薩的潛在敵人。

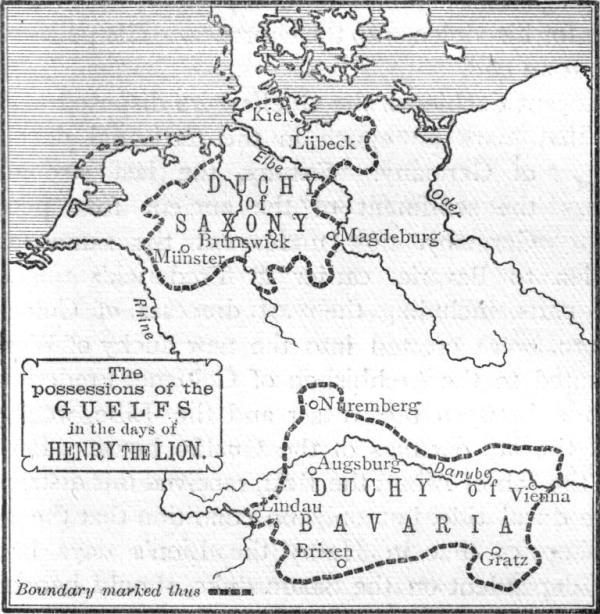
公元十二世紀的韋爾夫家族領地，包括薩克森公國（上）與巴伐利亞公國（下）

為進一步擴張領地，獅子亨利繼續索取一些弱小家族的頭銜，這些弱小家族並沒有留下合法的繼承人。這項政策引起了許多薩克森貴族和其他德意志諸侯的不安，當中第一個正是他父親的宿敵大熊阿爾布雷希特。公元1166年，巴巴羅薩第四次進攻義大利期間，一個德意志諸侯聯盟向亨利宣戰。儘管皇帝多次試圖調解，戰爭仍持續到公元1170年。最終，由於巴巴羅薩有意偏袒，亨利的地位仍然沒有受到挑戰。
公元1168年，獅子亨利迎娶英格蘭國王、阿基坦公爵亨利二世的女兒，亦是獅心王理查姐姐的瑪蒂爾達。
接下來的幾年巴巴羅薩和獅子亨利之間關係日漸疏遠。亨利不再像以前那樣大力支持皇帝在意大利，後來被證明完全失敗的軍事行動，轉而專注於經營自己的領地。公元1175年，巴巴羅薩再次請求亨利支持對抗倫巴第聯盟，據說儘管巴巴羅薩跪在他面前，亨利仍然直接了當地拒絕了他。這項事件的記錄直到幾年後才被人紀錄下來，而且引述的消息來源相互矛盾，觀點充滿作者的個人偏好。但不論如何，由於缺乏薩克森人的支持，接下來的萊尼亞諾戰役對皇帝來說是一次徹底的失敗。
當德意志的大多數諸侯從意大利返國後，獅子亨利拒絕參戰的行為立即被人利用來打擊他的地位。對於後來獅子亨利的垮台，究竟是巴巴羅薩所為，還是由一眾諸侯們事先策劃，至今觀點仍存在分歧。
公元1175年至1181年間，獅子亨利被指控多項罪名，例如侵犯「王國榮譽」（honor imperii）、破壞和平和叛國罪。如果獅子亨利出席宮廷會議的傳訊，就會變相承認這些指控是正當的，因此他拒絕出席所有傳召。公元1181年，他最終被剝奪了所有頭銜。但亨利不甘心坐以待斃，他在獲正式判罰前的一年（公元1180年）就對他覬覦多年的戈斯拉爾發動了首次攻擊。在接下來的戰爭中，獅子亨利的國內政策和對待封臣的方式被證明是致命的，他的形勢很快就崩潰了。公元1182年，獅子亨利最終被迫流亡，投奔到他的岳父英格蘭亨利二世那裡。在妻子瑪蒂爾達和皇帝巴巴羅薩參加第三次十字軍東征期間去世後，亨利於公元1189年返回不倫瑞克並開始嘗試收復失地。經過幾次挫折後，亨利最終與巴巴羅薩的兒子兼國王繼承人亨利六世達成了和解。
古老的薩克森部落公國被巴巴羅薩分割成數十個帝國直轄采邑，並且不復存在。西部地區被分為幾個小型伯國和主教轄區，以及新成立的威斯特法倫公國。在東部，韋爾夫家族的老對手阿斯坎尼家族最終獲得了被嚴重削弱的「薩克森公國」，新公國領地僅包括易北河沿岸鄰近易北河畔勞恩堡及易北河畔維滕貝格的土地，是舊有公國版圖上最東邊、相對較小的一片領土。皇帝將阿斯坎尼家族隨公爵頭銜獲得的新領地限制了在這塊東部土地上，導致薩克森這個地域名稱從德國西北部遷移到現代薩克森自由州的位置。
被廢黜的公爵韋爾夫家族可以保留其家族領地，但自「新」薩克森公國被封予阿斯坎尼家族後，這片家族領地就不再屬於「新」薩克森公國的一部分。公元1235年，韋爾夫家族領地被提升為不倫瑞克-呂訥堡公國（也稱不倫瑞克和呂訥堡）。不倫瑞克公國繼續使用舊薩克森公國的紋章，在紅色背景上用銀色顯示薩克森馬。而阿斯坎尼家族為這個「年輕的薩克森公國」就採用了他們的家族顏色，以黑色及金色組成十條橫帶為背景，再用綠色三葉草斜帶覆蓋紋章，以象徵薩克森公國。

### 阿斯坎尼家族

前巴倫施泰特伯爵，阿斯坎尼家族的紋章

公元1269年、1272年及1282年，共同統治新薩克森公國的約翰一世與阿爾布雷希特二世兄弟逐漸將薩克森三片互不相連的地區（哈德爾恩、呂訥堡和維滕貝格）分置統治權力，為將公國領地再次瓜分作準備。
公元1282年，約翰一世退任公爵，將公爵之位同時授予三個兒子埃里希一世、約翰二世及阿爾布雷希特三世，三年後逝世。三兄弟與叔父阿爾布雷希特二世繼續共治薩克森。
公元1288年，阿爾布雷希特二世向國王魯道夫一世請求將薩克森行宮伯爵領地分封予其繼承人，兒子魯道夫一世。這引發了與同樣熱切希望獲得該領地的韋廷家族的長期爭端。公元1290年，當布雷納伯國（County of Brehna）因繼承人絕嗣而回歸帝國直轄的時候，國王將其轉贈予阿爾布雷希特二世與魯道夫一世父子。公元1291年，波希米亞國王瓦茨拉夫二世成功說服阿爾布雷希特二世在皇帝選舉時支持拿騷的阿道夫（阿爾布雷希特二世於1291年11月29日簽署了一份選舉協議，承諾他的投票選擇將會與瓦茨拉夫二世一致）。公元1292年4月27日，阿爾布雷希特二世在他的侄子們還未成年的情況下，手持代表薩克森選帝侯的一票，選出阿道夫為新的神聖羅馬帝國皇帝。公元1295年，阿爾布雷希特二世再獲贈戈門伯國。
最後一份提及阿爾布雷希特二世與其侄子共同作為薩克森公爵聯合統治的文件，可以追溯到公元1295年。薩克森公國被正式瓜分發生不遲於公元1296年9月20日，公國被正式分裂為由埃里希一世、約翰二世及阿爾布雷希特三世三兄弟聯合統治的薩克森-勞恩堡（德語：Herzogtum Sachsen-Lauenburg），及由阿爾布雷希特二世統治的薩克森-維滕贝格（德語：Herzogtum Sachsen-Wittenberg）。按描述维埃拉德、勞恩堡、拉策堡、達爾津（今天的阿姆特諾伊豪斯）及哈德爾恩地區是三兄弟所擁有的領地。而阿爾布雷希特二世則接收了薩克森-維滕貝格周邊的土地和貝爾齊希。阿爾布雷希特二世從此成為阿斯坎尼家族薩克森-維滕貝格分支的創始人。
韋爾夫家族的分支漢諾威家族的成員後來成為漢諾威的選帝侯（自公元1692/1708年起）、大不列顛及愛爾蘭國王（皆自公元1714年起）、英國（自公元1801年起）及漢諾威國王（自公元1814年起）。

## 公元1180年起自薩克森公國脫離的領土
公國分裂的時候，有一批領地直接獲得帝國直轄采邑的地位，而其他領地只是按情況更換了其領主。以下列表列出所有從前薩克森部落公國分裂出來的邦國，當中包括部落公國的正式繼承者，即阿斯坎尼家族公元1296年析出以維滕貝格及勞恩堡為中心的兩個公國。其他析出的重要邦國例如包括早於公元1180年已經分離出來，由科隆大主教所領有的威斯特法倫公國等。

### 威斯特法倫地區
- 威斯特法倫公國
- 本特海姆伯國（英语：County of Bentheim）
- 馬克伯國
- 明斯特采邑主教區
- 奧斯納布克采邑主教區（英语：Prince-Bishopric of Osnabrück）
- 拉文斯貝格伯國
- 泰克倫堡伯國（英语：County of Tecklenburg）

### 安格利亞地區
- 不來梅總主教區（英语：Prince-Archbishopric of Bremen）
- 柯維修道院
- 代爾門霍斯特伯國
- 迪普霍爾茨伯國（英语：County of Diepholz）
- 埃弗施泰因伯國（英语：County of Everstein）
- 霍亞伯國（英语：County of Hoya）
- 利珀領主，公元1180年前是薩克森公國內的自治領地，之後爭議地獲得帝國直轄采邑的地位
- 明登采邑主教區
- 奧爾登堡伯國（英语：County of Oldenburg）
- 帕德博恩采邑主教區
- 費爾登采邑主教區（英语：Prince-Bishopric of Verden）
- 瓦爾代克伯國

### 奥斯特法伦地區
- 布蘭肯堡伯國（英语：County of Blankenburg），公元1180年前是薩克森公國內的采邑，後來成為哈爾伯施塔特采邑主教區的采邑
- 不倫瑞克伯國，後來升為不倫瑞克-呂訥堡公國（公元1235年），韋爾夫家族家族領地
- 甘德斯海姆修道院
- 哈爾伯施塔特采邑主教區
- 希爾德斯海姆采邑主教區
- 霍恩施泰因伯國
- 馬格德堡總主教區（英语：Archbishopric of Magdeburg）
- 曼斯費爾德伯國（英语：County of Mansfeld）
- 奎德林堡修道院
- 韋尼格羅德伯國
- 聖路基修道院（英语：St. Ludger's Abbey）
- 維爾登修道院

### 諾達爾賓格地區
- 荷爾斯泰因伯國
- 呂貝克采邑主教區（英语：Prince-Bishopric of Lübeck）
- 拉策堡采邑主教區（英语：Prince-Bishopric of Ratzeburg）
- 什未林采邑主教區

## 参阅
- 薩克森
- 薩克森歷史

## 備註
1. ↑  馬作為與薩克森相關的紋章圖案，首次在14世紀末以作為「古老的薩克森」的圖案所出現。薩克森馬的圖案於1361年被韋爾夫家族採用，亦在威斯特法倫的數個省份使用。歷史學家詹姆斯·勞埃德（James Lloyd）表示，「使用薩克森馬圖案源自於14世紀…作為薩克森人的仿古符號」。（參見薩克森馬條目）